# Bert Noglik
Bert Noglik (* 20. Mai 1948 in Leipzig) ist ein deutscher Jazzjournalist und Musikkritiker.

## Leben
Noglik studierte Kulturwissenschaft an der Universität Leipzig und wurde 1974 über die Umweltgestaltung im Stadtraum promoviert. Seit 1977 ist er als freiberuflicher Publizist tätig. 1976 bis 1979 war er erster deutscher Korrespondent des polnischen Magazins Jazz Forum und gab 1980/1 in Warschau dessen deutsche Ausgabe heraus. Noglik verfasste zahlreiche Beiträge für Fachzeitschriften, Sammelbände, Symposien sowie Rundfunksendungen unterschiedlicher Rundfunkanstalten wie dem MDR und Deutschlandfunk. Seit Anfang der neunziger Jahre ist er Jazz-Juror beim Preis der deutschen Schallplattenkritik.
Von 1992 bis 2007 war Noglik künstlerischer Leiter der Leipziger Jazztage. In dieser Funktion erarbeitete er musikalisch-szenische Projekte (zum Beispiel Survival Songs mit David Moss und Jeanne Lee, Bach Now mit Joachim Kühn und dem Thomanerchor). Noglik ist ein für Symposien und Wettbewerbe auch international gefragter Experte für zeitgenössischen Jazz und improvisierte Musik. Seit 1999 organisiert er die Bach reflections in Jazz auf dem Leipziger Bachfest.
Für seine Berichterstattung über polnischen Jazz seit den 1970er Jahren und seine Bemühungen um einen künstlerischen Austausch als Leiter der Leipziger Jazztage, die im Jahr 2005 Polen allein gewidmet waren, erhielt Noglik am 10. September 2008 das Silberne Verdienstkreuz der Republik Polen. 2009 initiierte er in Berlin die Festivalreihe Sounds no walls.
Noglik war von 2012 bis 2014 künstlerischer Leiter des Jazzfestes Berlin.

## Publikationen
- Bert Noglik, Heinz-Jürgen Lindner: Jazz im Gespräch. Verlag Neue Musik, Berlin 1978, 2. Auflage 1979, Gespräche mit 12 Jazz-Musikern der DDR (mit biographischen Daten).
- Bert Noglik: Jazzwerkstatt International. Verlag Neue Musik 1981, Rowohlt Taschenbuch, Reinbek 1983, ISBN 3-499-17791-9.
- Bert Noglik: Klangspuren: Wege improvisierter Musik. Fischer Taschenbuch Verlag, Frankfurt am Main 1992, ISBN 3-596-10812-8.
- Bert Noglik: Peitz und der Feuerschlucker vom Centre Pompidou, S. 22–43, in: Ulli Blobel (Hrsg.): Woodstock am Karpfenteich: Die Jazzwerkstatt Peitz. Verlag jazzwerkstatt, Bundeszentrale für Politische Bildung, Bonn 2011, 208 S., Ill. 1 CD-ROM, ISBN 978-3-8389-0136-7.
- Ulrich Olshausen: Im Gespräch: Bert Noglik. Wie findet man den richtigen Jazz, Herr Noglik? In: FAZ, 20. Oktober 2012, Anfang.

## Regiearbeiten
- 1996: Survival Songs – Szenische Oper für fünf Stimmen und virtuelles Orchester mit Sussan Deihim, Jeanne Lee, Sainkho Namtchylak, Phil Minton, Conny Bauer, Gunter Hampel, Frank Schulte und Yoshihide Otomo. Konzeption und Regie: Bert Noglik und David Moss. Aufführungen im Opernhaus Leipzig, Dresden und im Berliner Ensemble.

- 1998: Capetown Traveller – Musikoper mit Abdullah Ibrahim und Ensemble, Frank Schulte, Lauren Newton und Timbre. Regie: Bert Noglik. Aufführung im Opernhaus Leipzig.

- 2008: JazzJandl. Der Dichter Ernst Jandl und seine unheimliche Liebe zum Jazz. – Hörspiel im Auftrag des Mitteldeutschen Rundfunks. Mit Frank Schulte (Feldaufnahme und elektronische Komposition) und Lauren Newton, Stimme. Regie: Bert Noglik. Ausstrahlungen 2009 im Deutschlandfunk, Bayerischen Rundfunk (BR), Südwestrundfunk (SWR), Westdeutscher Rundfunk (WDR).[4]